# الفضاء الثماني الأبعاد
في الفيزياء والرياضيات، يمكن فهم تسلسل المتجه من {\displaystyle n} الاعداد على أنه موقع ذو أبعاد n في الفضاء. الآن، عندما يكون {\displaystyle n} يساوي الرقم ثمانية، فإن ترتيب المواقع المكانية (المتجه) يسمى الفضاء الإقليدي ثماني الأبعاد. تمت أيضًا دراسة الفضاء الإهليلجي الثماني الأبعاد والفضاء الزائدي جنبًا إلى جنب مع المنحنيات الإيجابية والسلبية. ما إذا كان الكون الموجود في الوجود الحقيقي الذي نعيش فيه ثماني الأبعاد أم لا هو موضوع تمت مناقشته واستكشافه في مختلف فروع الفيزياء.

## في الهندسة

### سهل
يُطلق على متعدد السطوح في ثمانية أبعاد اسم متعدد السطوح ذي الثمانية أبعاد. وأكثر هذه الأشكال دراسة هي متعددات السطوح المنتظمة، والتي لا يوجد منها سوى ثلاثة أشكال في ثمانية أبعاد: الشكل البسيط ذي الثمانية أبعاد، والمكعب ذي الثمانية أبعاد، والأورثوبليكس ذي الثمانية أبعاد. وهناك عائلة أوسع من متعددات السطوح المنتظمة ذات الثمانية أبعاد، والتي تتكون من مجالات تماثل أساسية للانعكاس، حيث يتم تعريف كل مجال بواسطة مجموعة كوكستر. ويتم تعريف كل متعدد سطوح منتظم بواسطة مخطط كوكستر-دينكين الحلقي. ويعد المكعب ذي الثمانية أبعاد متعدد السطوح فريدًا من عائلة D8، و۴۲۱ و۲۴۱ و ۱۲۴ متعدد سطوح من عائلة E8.

### كرة-سبعية
كرة-سبعية أو كرة فائقة في ثمانية أبعاد هي سطح سباعي الأبعاد يبعد مسافة متساوية عن نقطة، مثل الأصل. ويرمز لها S7، مع تعريف رسمي للكرة-سبعية بنصف قطر r
{\displaystyle S^{7}=\left\{x\in \mathbb {R} ^{8}:\|x\|=r\right\}.}
حجم الفضاء المحدود بهذه الكرة السبعية هو
{\displaystyle V_{8}\,={\frac {\pi ^{4}}{24}}\,R^{8}}
وهو 4.05871 × r8، أو 0.01585 من مكعب 8 الذي يحتوي على الكرة السبعية.

## الأكتونات
الأكتونات هي جبر تقسيم معياري على الأعداد الحقيقية، وهو أكبر جبر من هذا النوع. ويمكن تحديدها رياضيًا بواسطة 8 مجموعات من الأعداد الحقيقية، وبالتالي تشكل فضاء متجه ثماني الأبعاد على الأعداد الحقيقية، حيث تكون إضافة المتجهات هي الإضافة في الجبر. الجبر المعياري هو الجبر الذي يحتوي على حاصل يرضي
{\displaystyle \|xy\|\leq \|x\|\|y\|}
لكل من x وy في الجبر. يجب أن يكون جبر التقسيم المعياري أيضًا منتهيًا الأبعاد، وأن يتمتع بالخاصية التي مفادها أن كل متجه غير صفري له معكوس ضربي فريد. تحظر نظرية هورويتز وجود مثل هذا الهيكل في أبعاد أخرى غير 1، 2، 4، أو 8.